# Rongrik

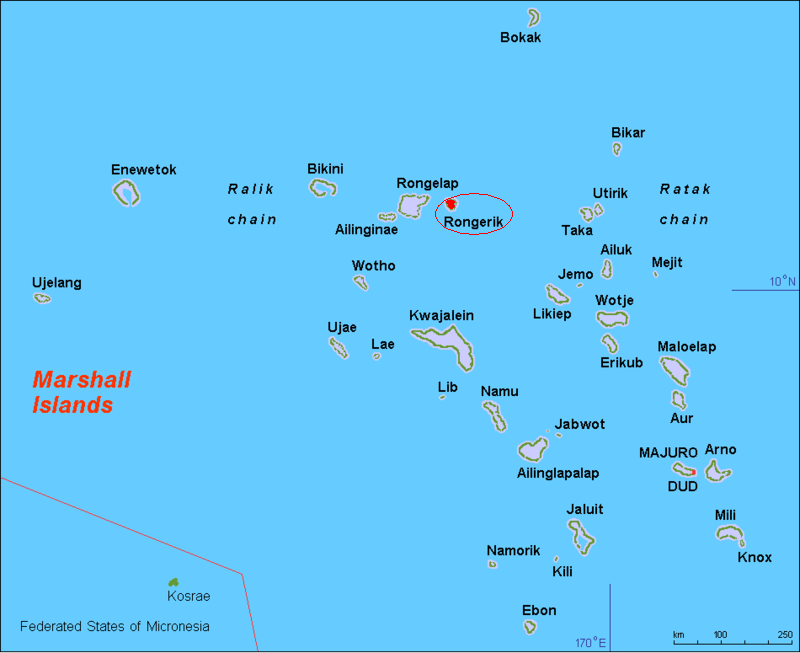
Marshallöarna, Rongrik i mitten

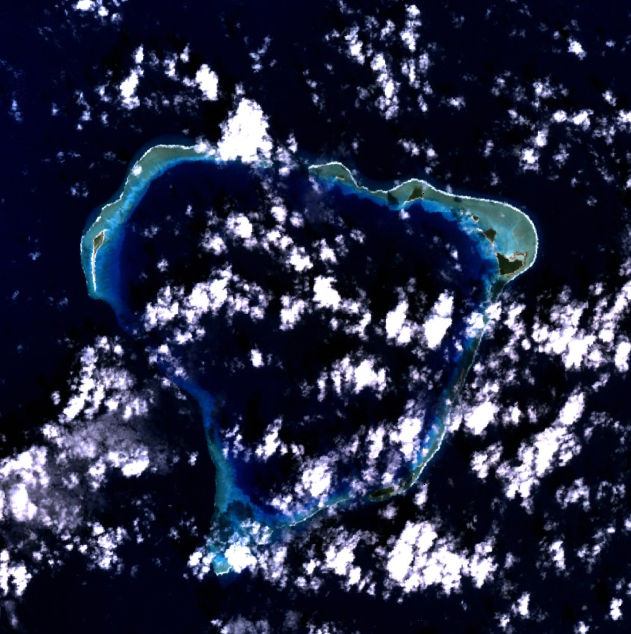
Rongrik

Rongrik även Rongerik (Marshallesiska  Roúdik ) är en obebodd atoll bland Raliköarna i norra Stilla havet och tillhör Marshallöarna.

## Geografi
Rongrik ligger ca 620 km nordväst om huvudön Majuro. 
Atollen är en korallatoll och har en total areal om ca 145,6 km² med en landmassa på ca 1,68 km² och en lagun på ca 143,95 km² . Atollen består av ca 17 öar och den högsta höjden är på endast 9 m ö.h. . 
Förvaltningsmässigt utgör den obebodda atollen  en egen "municipality" (kommun).
De större öarna är:
| Namn        | Även känd som | Yta (km²) | Koordinater                                   | Väderstreck |
| ----------- | ------------- | --------- | --------------------------------------------- | ----------- |
| Bignonattam |               | 0,18      | 11°23′24″N 167°30′32″Ö / 11.3900°N 167.5090°Ö | Nordöst     |
| Bock        |               | 0,29      | 11°23′16″N 167°21′52″Ö / 11.3877°N 167.3644°Ö | Väster      |
| Eniwetak    | Eniwetok      | 0,38      | 11°17′49″N 167°28′10″Ö / 11.2969°N 167.4694°Ö | Sydöst      |
| Jedibberdib | Koratenlap    | 0,04      | 11°24′39″N 167°27′15″Ö / 11.4107°N 167.4541°Ö | Norr        |
| Latoback    | Jatebeb       | 0,19      | 11°24′16″N 167°28′10″Ö / 11.4044°N 167.4694°Ö | Norr        |
| Mortlock    | Motlap        | 0,03      | 11°23′44″N 167°30′13″Ö / 11.3956°N 167.5035°Ö | Nordöst     |
| Rongrik     | Rongerik      | 0,51      | 11°22′42″N 167°30′53″Ö / 11.3784°N 167.5146°Ö | Nordöst     |
| Tarrowatt   | Kaarukai      | 0,04      | 11°20′12″N 167°29′49″Ö / 11.3367°N 167.4970°Ö | Öster       |

## Historia
Raliköarna har troligen bebotts av mikronesier sedan cirka 1000 f.Kr. och några öar upptäcktes redan 1526 av spanske kaptenen Alonso de Salazar.
Rongrik upptäcktes den 3 september 1767 av brittiske kapten Samuel Wallis och besöktes 1825 av den ryske upptäcktsresanden Otto von Kotzebue . Öarna hamnade senare under spansk överhöghet.
Neuguinea-Compagnie, ett tyskt handelsbolag, etablerades sig på Raliköarna kring 1859 och den 22 oktober 1885 köpte Kejsardömet Tyskland hela Marshallöarna av Spanien. Bolaget förvaltade öarna fram till den 13 september 1886 då området först blev ett tyskt protektorat och 1906 blev del i Tyska Nya Guinea .
Under första världskriget ockuperades området i oktober 1914 av Japan som i december 1920 även erhöll ett förvaltningsmandat - det Japanska Stillahavsmandatet - över området av Nationernas förbund efter Versaillesfreden 1919.
Under andra världskriget användes ögruppen som militärbas av Japan tills USA erövrade området våren 1944. Därefter hamnade ögruppen under amerikansk överhöghet. 1947 utsågs Marshallöarna tillsammans med hela Karolinerna till "Trust Territory of the Pacific Islands" av Förenta nationerna och förvaltades av USA fram till landets autonomi 1979.
Den 7 mars 1946 evakuerades hela befolkningen från Bikiniatollen ca 200 km österut till den lilla och tidigare obebodda ön Rongrik innan kärnvapenprov utfördes på Bikiniatollen. 1948 flyttades befolkningen vidare på grund av de hårda levnadsförhållanden först till Kwajalein och slutligen till Kiliön.
Den 1 mars 1954 drabbades Rongerik och Rongelap av radioaktivt nedfall efter en provsprängning på Bikini och befolkningen evakuerades till Ebeyeön i Kwajaleinatollen. Sedan dess är Rongerik helt obebodd.
Lokala myter hävdar också att Rongerik hemsöks av spöken Timon Ujae ("Demonflickorna från Ujae") vilket bidragit till att området fortsatt är obebodd.